# نويد أفكاري
نويد أفكاري (1993 - 12 سبتمبر 2020)، هو بطل مصارعة إيراني. أُعدم يوم 12 سبتمبر 2020 بعد أن وجهت إليه تهمة قتل ضابط مخابرات إيراني.
وكان الإخوة أفكاري (نويد وحبيب ووحيد)، تم القبض عليهما يوم 17 سبتمبر (أيلول) 2018 من قبل ضباط يرتدون ملابس مدنية. «ولم تكن أسرتهما وأقاربهما على علم بمكانهما، لمدة شهر كامل، حتى إنهم لم يعرفوا ما إذا كانا على قيد الحياة أم لا.. وبعد شهر من متابعة الأسرة، سمحوا لوالديهما برؤية نويد لبضع دقائق، شريطة عدم الحديث معه. وبعد فترة، سُمح للأسرة، للمرة الأولى، بتوكيل محامٍ من اختيارهم. وقد تنحى هذا المحامي بعد فترة وأخبر الأسرة بأنه تعرض لضغوط للانسحاب من القضية، وفي الوقت نفسه تعرضت الأسرة للترهيب حتى لا يتخذوا أي إجراء، بما في ذلك التواصل مع وسائل الإعلام».
وتقول منظمات حقوق الإنسان أنه تعرض لتعذيب شديد من طرف السلطات الإيرانية.